# Воля случая
«Во́ля слу́чая» (англ. Longshot) — комедия 2001 года режиссёра Лайонела С. Мартина. Впервые фильм был показан в Германии, но так и не вышел в прокат в Северной Америке, а был выпущен на DVD-дисках, доступных только через сайт фильма. Также продавался в некоторых магазинах FYE вместе с фильмом «Перекрёстки», где главную роль сыграла Бритни Спирс. Затем его показали по телевидению. Примерно треть фильма произведена в Торонто.
Многие знаменитости, такие как Lil’ Kim, Бритни Спирс и Джастин Тимберлейк, получили второстепенные роли. Продюсер Лу Перлман фильма работал с ними на рубеже 1990—2000-х годов.

## Сюжет
Застенчивый Алекс отчаянно пытается быть похожим на своего харизматичного старшего брата Джека. Алекс имеет проблему в разговорах с девчонками, проблемы со старшеклассниками-хулиганами в его школе, которые постоянно насмехаются над ним. Что самое худшее, он пропустил съёмки, которые бы помогли ему выиграть большую игру для школы.
Алекс всегда равнялся на Джека, который заботился о нём с тех пор, как они осиротели. Жизнь удалась для старшего брата Джека, но не без неприятностей. У него есть проблема — бандит Ласло Прайс, который застукал Джека со своей женой. Жизнь Джека будет спасена, если он сможет узнать тайны у Рэйчел — вдовы, которая унаследовала деловые холдинги своего мужа.
Хотя Джек отчаянно пытается быть хорошим примером своему младшему брату, он понимает, что должен сделать то, что хочет Ласло. Он влюбляется в Рэйчел и клянётся никогда не предавать её, но заходит в тупик, поскольку Алекс находится в опасности, когда Ласло начинает разыскивать его, чтобы показать, что такое бизнес.
Теперь все изменилось, и Алекс должен преодолеть себя, чтобы спасти своего старшего брата.

## В ролях
| Актёр                | Роль                                    |
| -------------------- | --------------------------------------- |
| Тони Декамиллис      | Джек Тейлор                             |
| Хантер Тайло         | Рэйчел Монтгомери                       |
| Джои Скалтхоуп       | Алекс Тейлор брат Джека                 |
| Пол Сорвино          | Ласло Прайс бандит                      |
| Антонио Сабато-мл.   | Томми Саттон                            |
| Джессика Уэссон      | Келли Монтгомери                        |
| Тара Дэвис           | Вики Томпсон                            |
| Джен Моррис          |                                         |
| Джереми Ваянд        | Чип                                     |
| Закари Ти Брайан     | Дак                                     |
| Даниель Фишел        | Глория                                  |
| Эллен Альбертини Дау | миссис Флейшер                          |
| Джастин Тимберлейк   | парковщик                               |
| Джои Фатон           | повар в пиццерии                        |
| Бритни Спирс         | стюардесса в самолете                   |
| Кенни Роджерс        | пилот                                   |
| Дуэйн Джонсон        | грабитель                               |
| Гилберт Готтфрид     | начальник Алекса в музыкальном магазине |

## Саундтрек
1. «Feel the Love» — ’N Sync
2. «Me (Boom Shelak, Lak, Boom)» — LFO
3. «See You Again» — O-Town
4. «Put Your Arms Around Me» — Natural
5. «Let’s Get This Party Started» — Take 5
6. «Wishing on Every Star» — Innocence
7. «So Often» — C-Note
8. «It Don’t Bother Me» — Brizz
9. «She’s a Mystery» — Becker
10. «In & Out» — Ali Dee
11. «I Just Wanna (Be with You)» — Bon Voyage
12. «Happy» — Keli Michaels
13. «Fall in Love» — Nicole Carter
14. «A Reason to Love Me» — Joey Sculthorpe
15. «Longshot Theme» — Lalo Shifrin
16. «Longshot Theme (Remix)» — Lalo Shifrin